# Chrysoritis cotrelli
Chrysoritis cotrelli là một loài bướm thuộc họ Lycaenidae. Đây là loài đặc hữu của Nam Phi. Hầu như nó được coi là phân loài của Chrysoritis zeuxo.